# 5 Armia (Imperium Rosyjskie)
5 Armia (ros. 5-я армия) – związek operacyjny Armii Imperium Rosyjskiego w okresie I wojny światowej.
Sztab polowy 5 Armia utworzono w lipcu 1914 roku przy Moskiewskim Okręgu Wojskowym. Rozformowana w początku 1918. Walczyła w składzie Frontu Południowo-Zachodniego od lipca - września  1914, Frontu Północno-Zachodniego od września 1914 – czerwca 1915. W czerwcu 1915 w związku z zagrożeniem uderzenia niemieckiego na miasta, Mitawa i Wilno z wojsk dyslokowanych  w rejonie Ryga – Szawle sformowano nową 5 Armię, a oddziały rozformowanej 5 Armii podporządkowano 2 Armii.
Nowa 5 Armia wchodziła w skład Frontu Północno-Zachodniego w okresie od czerwca 1915 - sierpnia 1915 i w skład Frontu Północnego od sierpnia 1915  do  początku 1918.

## Skład
- 3 Korpus Armijny od 8.06.1915 – 21.05.1916;
- 4 Korpus Armijny od 7.01 – 4.05.1915; 21.05 – 15.09.1916;
- 5 Korpus Armijny od 2.08.1914 – 7.01.1915;
- 13 Korpus Armijny od 1.10.1916 – 1.06.1917; 10.08.1915 – 15.11.1717;
- 14 Korpus Armijny od 21.05 – 17.07.1916; 1.03 – grudzień 1917;
- 17 Korpus Armijny od 2.08 – 22.09.1914; 10.11 – grudzień 1917;
- 19 Korpus Armijny od 2.08.1914 – 7.01.1915; 8.06 – grudzień 1917;
- 21 Korpus Armijny od 17.11.1915 – 1.07.1915;
- 23 Korpus Armijny od 15.12.1914 – 17 12.1915; 1.09.1915 – 21.05.1916;
- 25 Korpus Armijny od 2.08 – 22.09.1914;
- 27 Korpus Armijny od 1.06 – grudzień 1917;
- 28 Korpus Armijny od grudzień  – 18.08.1915; 1.09.1915 – 8.06.1917;
- 37 Korpus Armijny od 8.06 – grudzień 1917;
- 45 Korpus Armijny od 23.09 – grudzień 1917;
- 1 Syberyjski Korpus Armijny od 10.10 – 15.11.1914;
- 2 Syberyjski Korpus Armijny od 10.10 – 15.11.1914;
- 7 Syberyjski Korpus Armijnyod 23.03 – 3.04.1916;
- 1 Korpus Kawalerii od 21.05.1916 – grudzień 1917;
- 6 Korpus Kawalerii od 7.12.1915 – 1.05.1916;

## Dowódcy 5 Armii
| Stopień           | Nazwisko              | Okres                                           |
| ----------------- | --------------------- | ----------------------------------------------- |
| Generał kawalerii | Pavel von Plehwe      | 19.07.1914 - 14.01.1915; 8.06.1915 - 6.12.1915; |
| Generał piechoty  | Aleksiej Czurin       | 14.01.1915 - 8.06.1915                          |
| Generał piechoty  | Władisław Klembowskij | 6.12.1915 - 30.01.1916                          |
| Generał piechoty  | Aleksy Kuropatkin     | 30.01.1916 - 6.02.1916                          |
| Generał kawalerii | Wasilij Gurko         | 21.02.1916 - 4.08.1916                          |
| Generał piechoty  | Władimir Slusarienko  | czasowo pełniący obowiązki w sierpniu 1916      |
| Generał kawalerii | Abram Dragomirow      | 14.08.1916 - 27.04.1917                         |
| Generał piechoty  | Jurij Daniłow         | 29.04.1917 - 9.09.1917                          |
| Generał lejtnant  | Wasilij Bołdyriew     | 09.09.1917 - 13.11.1917                         |